# Vetenskapsåret 2019

## Händelser
- 11 februari - Internationella dagen för kvinnor och flickor inom vetenskap, som instiftades av FN december 2015, firas för tredje året.[1]
- 3-7 april - Vetenskapsfestivalen i Göteborg.[2]
- 6-7 april - Association for Women in Mathematics arrangerar AWM Research Symposium i Houston, Texas.[3]
- 24 maj - Linnésällskapet i London presenterar årets mottagare av Linnean Medal.[4]
- 1-7 juli - Royal Society Summer Science Exhibition arrangeras i London.[5]

### Astronomiochrymdfart
- 1 januari - Rymdsonden New Horizons passerar objektet 486958 Arrokoth i Kuiperbältet.[6][7]

- 21 januari - Total månförmörkelse och supermåne, synlig i Sydamerika, Nordamerika, nordvästra Afrika och västra Europa.[8]
- 28 juli - 100 år sedan Internationella astronomiska unionen bildades.[9]